# Växjö
Växjö [ˈvɛkːˌɧøː]  ist eine Universitätsstadt in Südschweden. Die Residenzstadt liegt in der historischen Provinz Småland und ist die Hauptstadt der Provinz Kronobergs län. Växjö als Hauptort der gleichnamigen Gemeinde hat 71.009 Einwohner (2020) und ist damit die achtzehngrößte Stadt in Schweden. Sie gilt als Hauptstadt des sogenannten Glasreiches.
Bis zum Anfang des 20. Jahrhunderts war die gebräuchliche Schreibweise der Stadt Wexiö.
Der Asteroid (7595) Växjö wurde am 20. März 2000 nach der Stadt benannt.

## Geographie

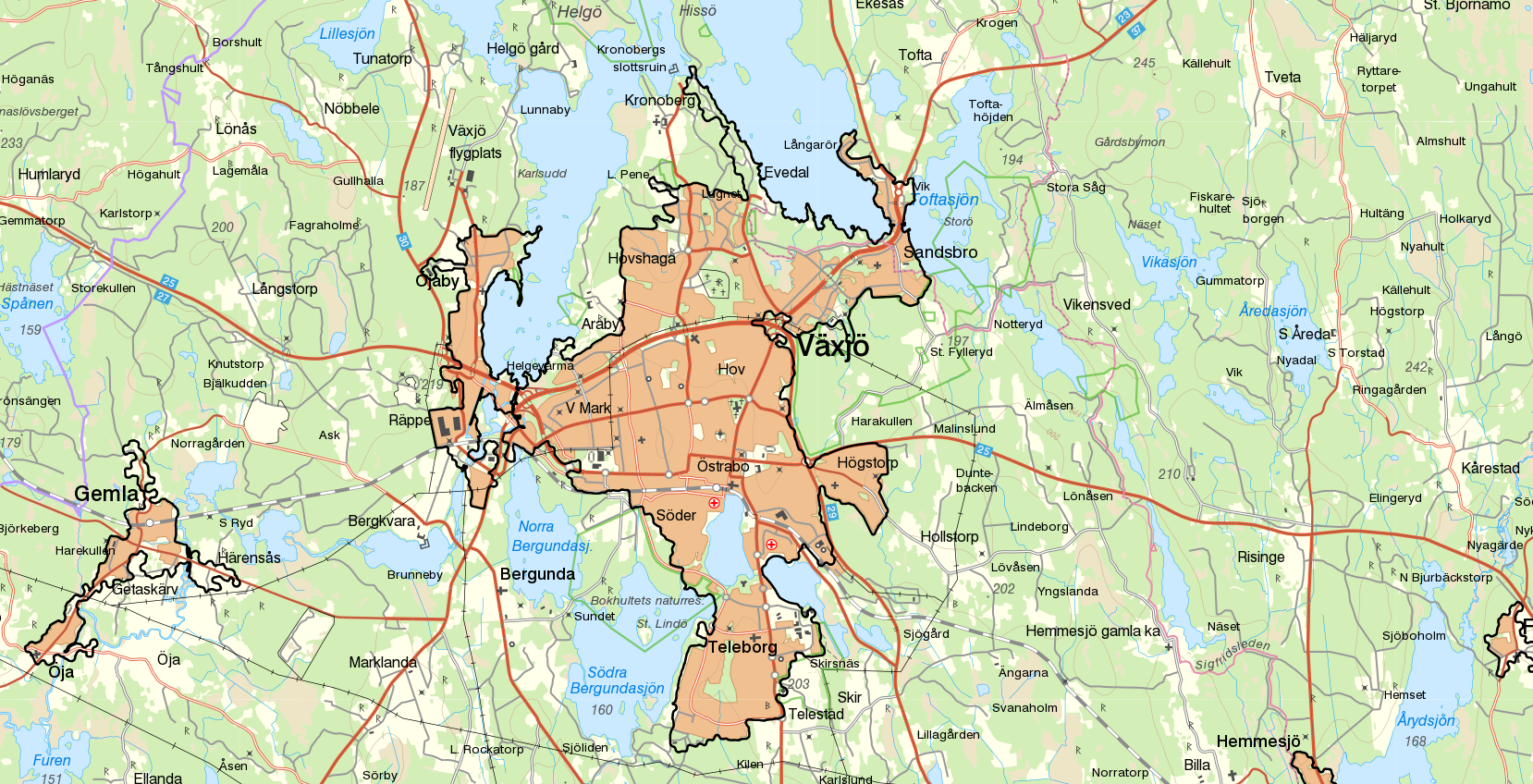
Lage

Växjö liegt am Schnittpunkt zweier Seen. Der Name ist vermutlich aus den schwedischen Worten väg (Weg) und sjö (See) entstanden, da im Winter die Bauern über den zugefrorenen See zum Markt kamen. Die Stadt liegt in Värend, einem der vielen kleinen Länder in Småland, das zusammen mit Njudung und Finnveden jedoch zu den etwas größeren gehörte. Värend entspricht etwa den östlichen zwei Dritteln des heutigen Kronobergs län. Der nördlich der Stadt liegende Helgasjön zählt zu den größten Seen Südschwedens.
Gripeberg ist eine alte Burg im Naturschutzgebiet Notteryd, außerhalb von Växjö. Die Mauerreste liegen auf einem Hügel der von steilen Felsen umgeben ist. Man geht davon aus, dass die Burg in der Bronzezeit, (1630 bis 410 v. Chr.), erbaut wurde. Sie wurde wahrscheinlich für religiöse und kulturelle Veranstaltungen genutzt.

## Geschichte

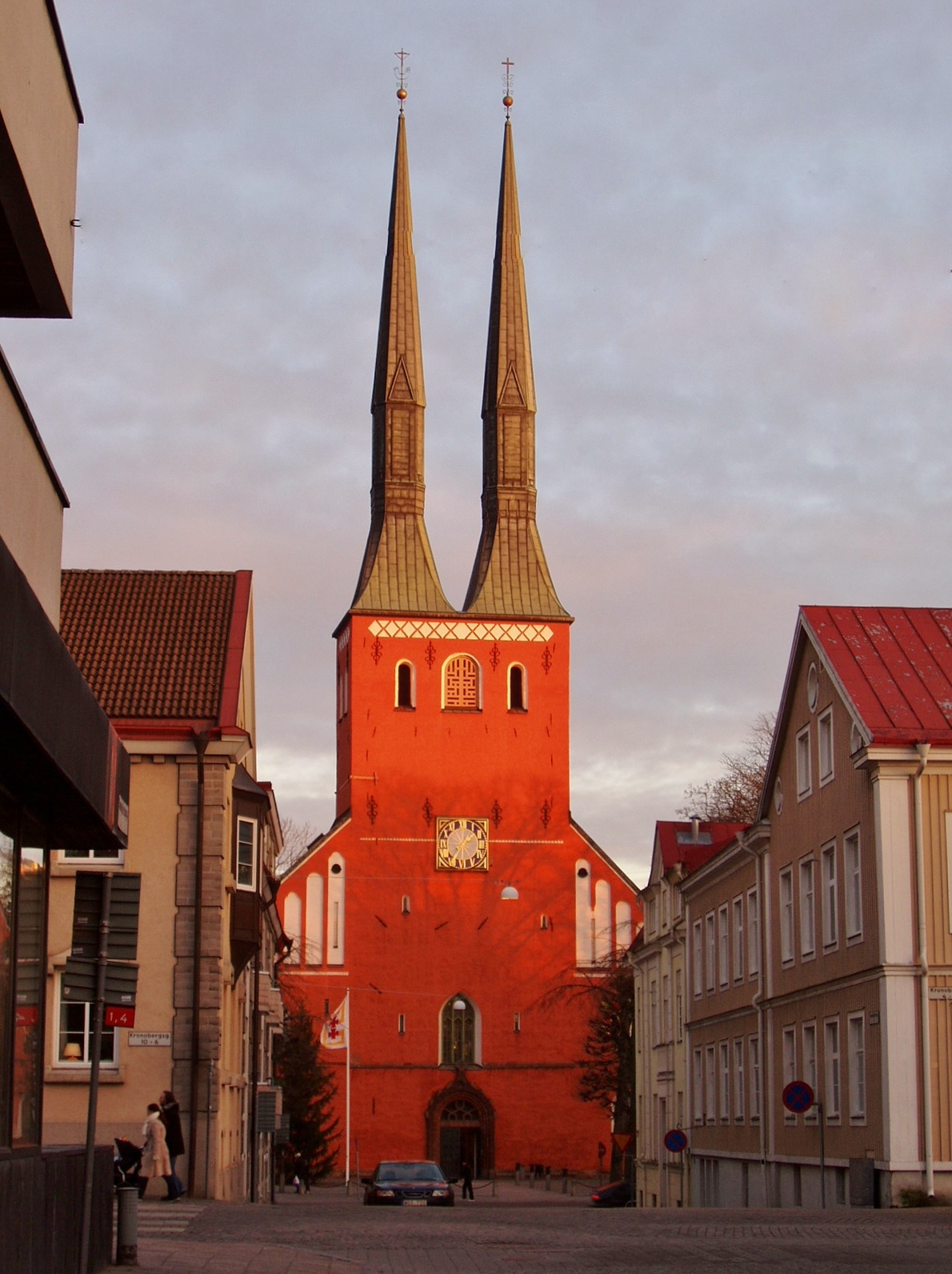
Blick auf die Turmfassade des Domes

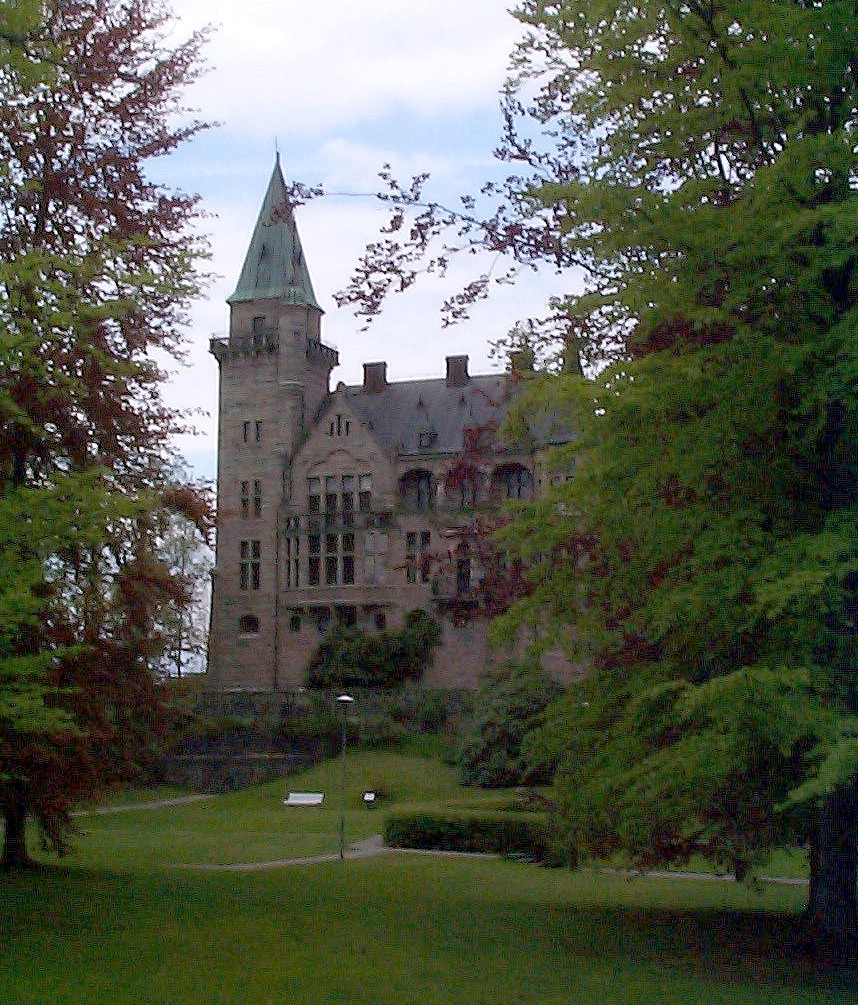
Blick auf Schloss Teleborg

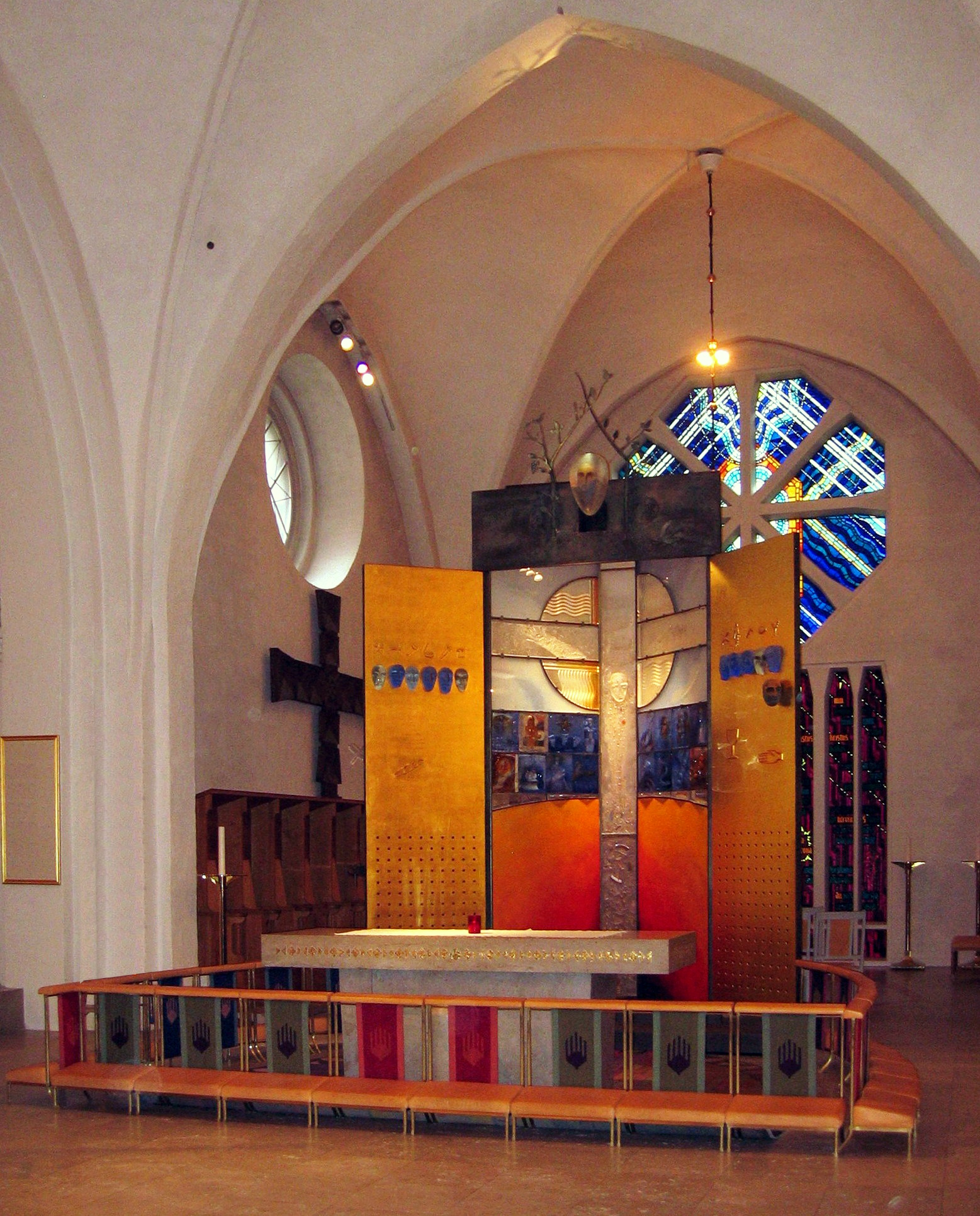
Altarschrein in der Domkirche zu Växjö.

Schon zur Eisenzeit betrieb man in Växjö Handel. Laut der Siegfriedlegende kam der englische Missionar Sigfrid als erster christlicher Missionar nach Värend und baute die erste Kirche Värends in Växjö. Dies führte 1170 dazu, dass Växjö zum Bischofssitz und fortan Pilgerziel wurde. Die Stadt erhielt am 13. Februar 1342 von König Magnus Eriksson die Stadtrechte. Nachweislich gab es aber schon im 11. Jahrhundert an dieser Stelle eine Siedlung. Aufgrund ihrer Lage an der alten Grenze zwischen Dänemark und Schweden wurde die Stadt oft verwüstet, so z. B. 1276, 1570 und 1612, konnte aber auch vom Grenzhandel profitieren. Mehrfach brannte die Holzstadt Växjö nieder, unter anderem 1799, 1838 und 1843.

## Tourismus
Neben ausgedehnten Bootsexkursionen bieten sich Fahrradtouren und Wanderungen, Besichtigungen von Glasfabriken und Schlössern an. Ein breites Unterkunftsangebot kommt diesem Wirtschaftszweig zugute.

## Sehenswürdigkeiten
Die Innenstadt wird dominiert von dem aus dem 14. Jahrhundert stammenden Dom, der im Lauf der Jahrhunderte mehrmals umfassend restauriert wurde. An seiner Ostseite steht ein Runenstein. Südlich des Doms erstreckt sich der Linné-Park.
In Växjö befinden sich mehrere Museen, darunter das Utvandrarnas Hus, das die Schwedische Auswanderung im 19. Jahrhundert dokumentiert, sowie das schwedische Glasmuseum (Teil von Smålands Museum). Im Stadtteil Teleborg findet sich das am Campus der Universität gelegene Schloss Teleborg, ein historistischer Bau von 1900. Sehenswert ist auch die Schlossruine Kronoberg, fünf Kilometer nördlich der Stadt.
Die megalithische Steinkiste von Bergunda liegt am Örbäcksvägen westlich von Växjö.

## Wirtschaft und Infrastruktur
Växjö ist die zentrale Einkaufsstadt und bildet das Verwaltungszentrum der Region mit der Provinzverwaltung und dem Bischofssitz. Die Glasindustrie ist durch das Glasforschungsinstitut Glafo vertreten. Durch die Lage in waldreichen Gebieten war auch die Forstwirtschaft einst ein wichtiger Wirtschaftszweig. Dies wird durch den Sitz der Södra Skogsägarna deutlich, einer Vereinigung von Waldbesitzern in Götaland. Die Fluggesellschaft Flysmåland hat ihren Sitz in Växjö. Seit 1993 hat die Stadt ihren CO2-Ausstoß um rund 30 % vermindert und damit in Schweden eine Vorreiterrolle eingenommen.
Der Bahnhof Växjö liegt an der Kust till kust-banan und hat regelmäßige Verbindungen nach Kopenhagen, Kalmar und Göteborg. Nordwestlich der Stadt befindet sich der Flughafen Växjö/Kronoberg.

## Bildung
Die Linné-Universität entstand 2010 aus dem Zusammenschluss der vormals eigenständigen Universität Växjö mit der Hochschule Kalmar. Der Campus liegt im Süden der Stadt im Stadtteil Teleborg, unmittelbar angrenzend an den See Trummen. Auf dem Campus befindet sich das größte Holzhaus Schwedens.

## Persönlichkeiten

### Söhne und Töchter der Stadt
Geboren in Växjö und Umgebung sind folgende bekannte Persönlichkeiten:
- Jonas Björkman (* 1972), Tennisspieler
- Karl-Birger Blomdahl (1916–1968), Komponist und Dirigent
- Nina Canell (* 1979), Bildhauerin und Installationskünstlerin
- Anton Dahlberg (* 1985), Segler
- Mikael Dyrestam (* 1991), Fußballspieler
- Tom Englén (* 1969), Beachvolleyballspieler
- Pär Gerell (* 1982), Tischtennisspieler
- Carl-Henrik Heldin (* 1952), Molekularbiologe
- Johan Hörlén (* 1967), Jazzmusiker
- Stefan Johansson (* 1956), Autorennfahrer
- Jonas Jonasson (* 1961), Schriftsteller
- Jonas Källman (* 1981), Handballspieler
- Perseus Karlström (* 1990), Geher
- Pär Lagerkvist (1891–1974), Autor und Träger des Nobelpreises für Literatur 1951
- Otto Lindblad (1809–1864), Komponist
- Agi Yngve Ivar Lindgren (1908–1988), Lehrer, Professor für Germanistik und Medizinhistoriker, in Braås 30 km außerhalb der Stadt geboren
- Idun Lovén (1916–1988), Malerin und Kunstdozentin
- Kristina Nilsson (1843–1921), Sopranistin, in Vederslöv 15 km außerhalb der Stadt geboren
- Fredrik Peterson (* 1969), Beachvolleyballspieler
- Christian Quadflieg (1945–2023), deutscher Schauspieler und Regisseur
- Thomas Ravelli (* 1959), Fußballspieler
- Sylvia Stave (1908–1994), Silberschmiedin und Designerin
- Elliot Stenmalm (* 2002), Handballspieler
- Philip Stenmalm (* 1992), Handballspieler
- Ulf Wallin (* 1960), Violinist
- Mats Wilander (* 1964), Tennisspieler, in Moheda 20 km außerhalb der Stadt geboren
- Therese Willstedt (* 1984), Regisseurin und Choreographin
- Björn Wirdheim (* 1980), Autorennfahrer
- Anton Zetterholm (* 1986), Musicaldarsteller

Aus Växjö stammen die Mitglieder folgender Rock- und Popbands:
- Bullet
- The Ark
- Melody Club
- Thundermother

### Persönlichkeiten, die in der Stadt gewirkt haben
- Alfred Gustaf Ahlqvist (1838–1881), Historiker und Schriftsteller
- Carl von Linné (1707–1778), Naturforscher, besuchte hier das Gymnasium
- Esaias Tegnér (1782–1846), Lyriker und lutherischer Bischof
- Carolina Klüft (* 1983), Leichtathletin
- Ragnar Skanåker (* 1934), siebenfacher Olympiateilnehmer im Sportschießen
- Henning Mankell (1948–2015), in den 1980er Jahren Regisseur und Intendant am Kronborg-Theater in Växjö
- Danuta Danielsson, Die Frau mit der Handtasche (Fotografie)

## Partnerstädte
Växjö listet folgende neun Städtepartnerschaften auf:
| Stadt       | Land                                | seit |
| ----------- | ----------------------------------- | ---- |
| Aabenraa    | Syddanmark, Dänemark                |      |
| Almere      | Flevoland, Niederlande              | 1999 |
| Duluth      | Minnesota, Vereinigte Staaten       | 1987 |
| Kaunas      | Litauen                             | 1990 |
| Lancaster   | England, Vereinigtes Königreich     | 1996 |
| Lohja       | Finnland                            |      |
| Pobiedziska | Großpolen, Polen                    | 1991 |
| Ringerike   | Buskerud, Norwegen                  |      |
| Schwerin    | Mecklenburg-Vorpommern, Deutschland | 1997 |
| Skagaströnd | Island                              |      |